# Burg Plohn
Die Burg Plohn, das spätere Rittergut Plohn, ist die Ruine einer Höhenburg 395 m ü. NN am Mittelweg im Zentrum Plohn, einem Ortsteil der Kleinstadt Lengenfeld im Vogtlandkreis in Sachsen.

## Geschichte

### Die Burg Plohn
Im Jahr 1279 wurde die mittelalterliche Burg als Herrensitz der Brüder Heinrich und Otto von Plohn erwähnt. Im 13. Jahrhundert war sie im Besitz der Vögte von Plauen und kam 1441 an Hans Metzsch, unter dem sie 1445 als Schloss erwähnt wurde. Im Jahr 1633 wurde die Burg im Zuge des Dreißigjährigen Krieges von den Truppen des Generals Heinrich von Holk zerstört und danach wieder aufgebaut. Im Jahr 1804 wurde die Burg abgerissen und an deren Stelle ein Herrenhaus errichtet. 1972 wurden die noch erhaltenen Mauern und Kellergewölbe restauriert.

### Das Rittergut Plohn oberen und unteren Teils
Die Söhne von Metzsch teilten im Jahr 1534 das Rittergut unter sich auf. Verzeichnet waren seit 1577 zwei Rittergüter, die 1875 als das obere und untere Rittergut bezeichnet wurden und sich auf dem Gelände der Burgruine befanden. Das Rittergut unteren Teils wurde nach 1800 von den Herren Metzsch an Christian Gottlob Adler veräußert. Adler veranlasste 1804 den Abriss der Burg sowie 1811 den Bau des Herrenhauses. Im Jahr 1820 kaufte sein Bruder das Rittergut oberen Teils. 1850 übernahm Richard Adler beide Rittergüter. Dadurch wurden die Plohnschen Rittergüter unter einem Besitzer vereint. Die Familie Wunderlich erwarb das Rittergut im Jahre 1898. 
Im Zuge der  Bodenreform in Deutschland wurde der letzte Besitzer, Gottfried Wunderlich, im Jahr 1945 enteignet. 1972 wurden die erhaltenen Überreste der Burganlage – Mauern und das Kellergewölbe – restauriert.

## Heutige Nutzung

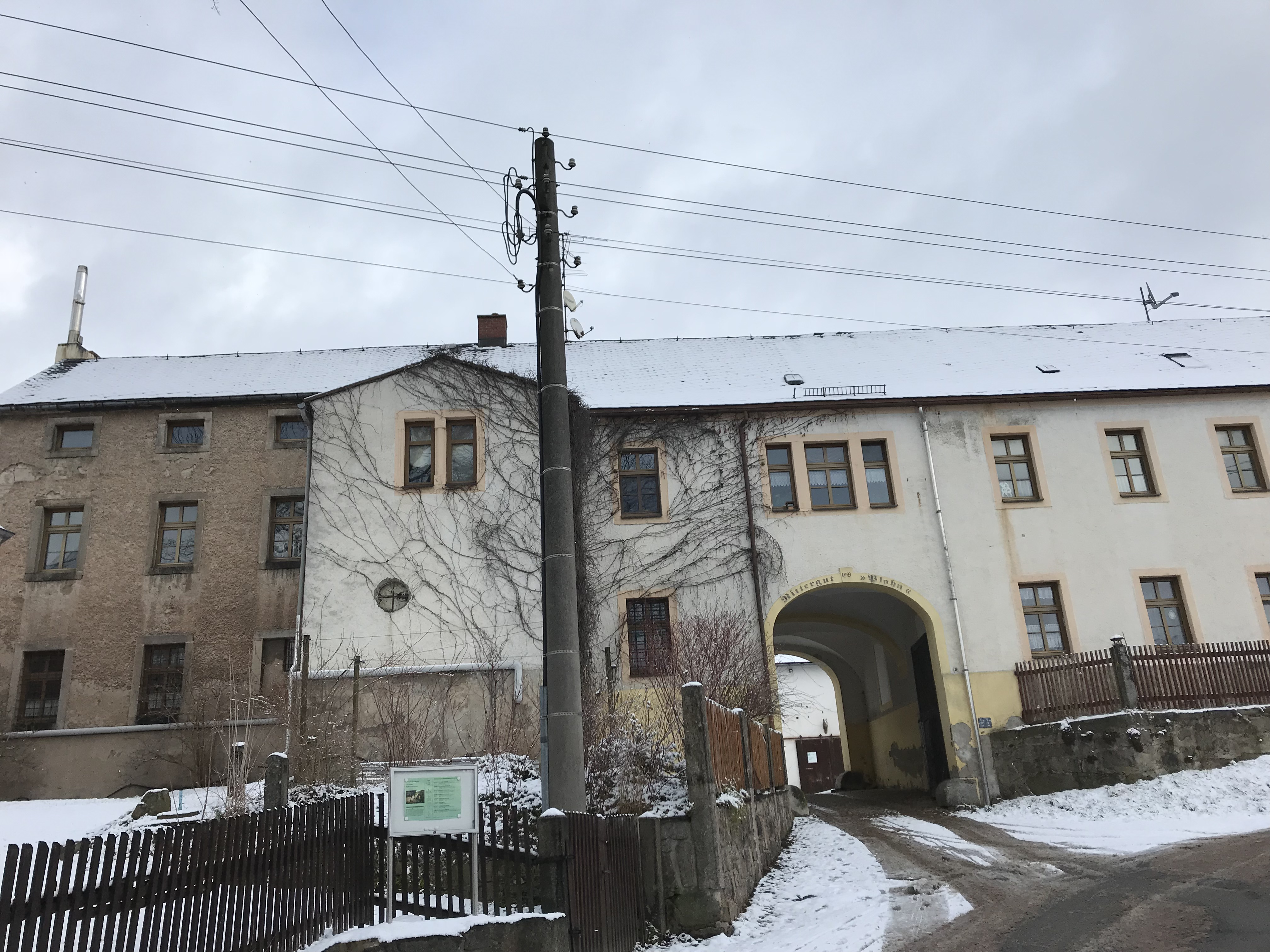
Rittergut (2018)

In einem erhaltenen Gebäudetrakt der Rittergüter befindet sich die Gaststätte „Zur Alten Brauerei“, in der die Plohner Bierbrauerei in 32 Kellern auf zwei Stockwerken braute, nur 500 Meter vom heutigen Freizeitpark Plohn entfernt. Weiter wird das ehemalige Rittergut auch von einem Pferdesportverein genutzt. Das Herrenhaus des Ritterguts wird als Wohnhaus genutzt.